# 班子女王
班子女王（はんし（なかこ）じょおう，833年—900年5月2日）日本平安時代皇族。光孝天皇女御，宇多天皇之母、皇太后，称洞院后。仲野親王（桓武天皇皇子）之女，母亲是贈正一位当宗氏。宽平御時后宮歌合的主持人。

## 生平
班子女王在天長十年出生，光孝天皇在親王時代纳为妃。是忠親王、是貞親王、定省親王（後宇多天皇）、源元長、忠子内親王、簡子内親王、綏子内親王、為子内親王的生母。元慶八年（884年）丈夫光孝天皇即位，同年四月初一日，封为女御。她和藤原基经異母妹尚侍藤原淑子親密，她所生的定省親王作为淑子的猶子。仁和三年（887年），定省親王即位为宇多天皇，同年十一月十七日，尊为皇太夫人，宽平九年（897年）七月二十六日，尊为皇太后。昌泰三年（900年）四月初一日，68岁崩。

## 脚注
1. ↑  角田、p.131